# John Lennon Anthology
John Lennon Anthology («Антология Джона Леннона») — бокс-сет из четырёх дисков с песнями Джона Леннона, выпущенный в 1998 году. Материал, представленный в бок-сете, — это домашние демозаписи Леннона, альтернативные (не совпадающие с официально изданными до этого времени) студийные версии песен (ауттейки; англ. outtakes) и другие неизданные записи, сделанные Ленноном за время его сольной (после распада группы The Beatles) карьеры, начиная с «Give Peace a Chance» (1969) до студийных сессий записи для альбомов Double Fantasy и Milk and Honey (1980).
Антология разделена её составителем и сопродюсером, вдовой Леннона Йоко Оно, на четыре диска, каждый из которых отображает четыре периода сольной карьеры Леннона: «Ascot» (городок в Англии, возле которого находилось поместье Леннона и Оно Титтенхёрст, где они жили в конце 1960-х — начале 1970-х); «New York City» (Нью-Йорк, куда Леннон и Оно переехали в 1970-х); «The Lost Weekend» (т. н. «Потерянный уикэнд» — временное раздельное проживание Леннона и Оно в 1973—1975; см. 1973—1980 и 1973-75: «Lost weekend» и «Dakota» (название дома в Нью-Йорке, где жили Леннон и Оно в конце 1970-х и рядом с которым он был убит в 1980).
Бокс-сет John Lennon Anthology в чарте альбомов Великобритании поднялся до 62-го места, в чарте альбомов США — до 99-го (также в США альбом был сертифицирован как «золотой»).

## Список композиций
Автор всех песен — Джон Леннон, кроме указанных особо.

### Диск 1 (Ascot)
| №   | Название                       | Автор(ы)                                                                             | Длительность |
| --- | ------------------------------ | ------------------------------------------------------------------------------------ | ------------ |
| 1.  | «Working Class Hero»           |                                                                                      | 4:19         |
| 2.  | «God»                          |                                                                                      | 3:32         |
| 3.  | «I Found Out»                  |                                                                                      | 3:47         |
| 4.  | «Hold On»                      |                                                                                      | 0:43         |
| 5.  | «Isolation»                    |                                                                                      | 3:46         |
| 6.  | «Love»                         |                                                                                      | 2:43         |
| 7.  | «Mother»                       |                                                                                      | 3:49         |
| 8.  | «Remember»                     |                                                                                      | 2:44         |
| 9.  | «Imagine» (дубль 1)            |                                                                                      | 3:21         |
| 10. | «'Fortunately'»                |                                                                                      | 0:19         |
| 11. | «Baby Please Don’t Go»         | Walter Ward                                                                          | 4:04         |
| 12. | «Oh My Love»                   | Джон Леннон/Йоко Оно                                                                 | 2:53         |
| 13. | «Jealous Guy»                  |                                                                                      | 4:10         |
| 14. | «Maggie Mae»                   | народная песня; аранжировка: Джон Леннон/Пол Маккартни/Джордж Харрисон/Ричард Старки | 0:52         |
| 15. | «How Do You Sleep?»            |                                                                                      | 5:20         |
| 16. | «God Save Oz»                  | Леннон/Оно                                                                           | 3:27         |
| 17. | «Do the Oz»                    | Леннон/Оно                                                                           | 3:08         |
| 18. | «I Don’t Want to Be a Soldier» |                                                                                      | 5:20         |
| 19. | «Give Peace a Chance»          |                                                                                      | 1:52         |
| 20. | «Look at Me»                   |                                                                                      | 2:50         |
| 21. | «Long Lost John»               | народная песня; аранжировка: Джон Леннон                                             | 2:14         |

Примечания:
- Треки 1, 2, 4-8, 20, 21 взяты с 8-дорожечной студийной ленты с сессиями звукозаписи для альбома John Lennon/Plastic Ono Band (1970)
- Трек 3 взят с домашней записи (1970)
- Треки 9, 11-13, 15 и 18 взяты с 8-дорожечной студийной ленты с сессиями звукозаписи для альбома Imagine (1971)
- Трек 10 взят из звуковой дорожки к документальному фильму производства BBC 24 Hours: The World of John and Yoko («24 часа:Мир Джона и Йоко») (1969)
- Трек 14 взят с домашней записи (1979)
- Трек 16 взят с 8-дорожечной студийной мастер-ленты для Bill Elliot and the Elastic Oz Band (1971)[2]
- Трек 17 взят с оригинального 2-дорожечного микса для сингла (1971)
- Трек 19 взят с 4-дорожечных плёнок, записанных на репетициях до основной записи (1969)

### Диск 2 (New York City)
| №   | Название                                                   | Автор(ы)         | Длительность |
| --- | ---------------------------------------------------------- | ---------------- | ------------ |
| 1.  | «New York City»                                            |                  | 0:55         |
| 2.  | «Attica State» (концертное исполнение)                     | Леннон/Оно       | 4:25         |
| 3.  | «Imagine» (концертное исполнение)                          |                  | 3:11         |
| 4.  | «Bring on the Lucie (Freeda Peeple)»                       |                  | 4:07         |
| 5.  | «Woman Is the Nigger of the World»                         | Леннон/Оно       | 0:39         |
| 6.  | «Geraldo Rivera — One to One Concert»                      |                  | 0:39         |
| 7.  | «Woman Is the Nigger of the World» (концертное исполнение) | Леннон/Оно       | 5:14         |
| 8.  | «It's So Hard» (концертное исполнение)                     |                  | 3:09         |
| 9.  | «Come Together» (концертное исполнение)                    | Леннон-МакКартни | 4:19         |
| 10. | «Happy Xmas»                                               | Леннон/Оно       | 3:32         |
| 11. | «Luck of the Irish» (концертное исполнение)                | Леннон/Оно       | 3:42         |
| 12. | «John Sinclair» (концертное исполнение)                    |                  | 3:43         |
| 13. | «The David Frost Show»                                     |                  | 0:52         |
| 14. | «Mind Games (I Promise)»                                   |                  | 1:01         |
| 15. | «Mind Games (Make Love, Not War)»                          |                  | 1:14         |
| 16. | «One Day (At a Time)»                                      |                  | 3:13         |
| 17. | «I Know (I Know)»                                          |                  | 3:13         |
| 18. | «I'm the Greatest»                                         |                  | 3:37         |
| 19. | «Goodnight Vienna»                                         |                  | 2:42         |
| 20. | «Jerry Lewis Telethon»                                     |                  | 1:59         |
| 21. | «' A Kiss Is Just a Kiss '»                                | Herman Hupfeld   | 0:11         |
| 22. | «Real Love»                                                |                  | 4:13         |
| 23. | «You Are Here»                                             |                  | 4:55         |

Примечания:
- Треки 1, 5 взяты с домашних записей (1972)
- Треки 2, 3 взяты с записей концерта в зале Apollo Theatre в Нью-Йорке (17 декабря 1971)
- Треки 4, 16, 23 взяты с 16-дорожечных студийных лент с сессиями записи для альбома Mind Games (1973)
- Треки 6-9 взяты с записей концерта One to One (1972)
- Трек 10 взят с пробного микса (1971)
- Треки 11, 12 взяты взяты с записей концерта в пользу Джона Синклэйра (John Sinclair benefit concert) (1971)
- Трек 13 взят с аудио (1971)
- Треки 14, 15 взяты с домашних записей (1970)
- Трек 17 взят с домашней записи (1973)
- Трек 18 взят с 16-дорожечной студийной ленты с записью репетиции (1973). Позднее песня была отдана Ринго Старру, который выпустил её на альбоме Ringo в 1973.
- Трек 19 взят с 16-дорожечной студийной ленты с демозаписью (1974). Позднее песня была отдана Ринго Старру, который выпустил её на альбоме Goodnight Vienna в 1974.
- Трек 20 взят с аудио (1972)
- Трек 21 взят с домашней записи (1976)
- Трек 22 взят с записи с игрой на фортепиано (1980)

### Диск 3 (The Lost Weekend)
| №   | Название                                              | Автор(ы)                               | Длительность |
| --- | ----------------------------------------------------- | -------------------------------------- | ------------ |
| 1.  | «What You Got»                                        |                                        | 1:14         |
| 2.  | «Nobody Loves You (When You're Down and Out)»         |                                        | 5:38         |
| 3.  | «Whatever Gets You thru the Night» (домашняя запись)  |                                        | 0:38         |
| 4.  | «Whatever Gets You thru the Night» (студийная запись) |                                        | 3:33         |
| 5.  | «Yesterday» (пародия)                                 | Леннон/Маккартни                       | 0:33         |
| 6.  | «Be-Bop-A-Lula»                                       | Джин Винсент/Tex Davis                 | 2:52         |
| 7.  | «Rip It Up/Ready Teddy»                               | Robert Blackwell/John Marascalco       | 2:32         |
| 8.  | «Scared»                                              |                                        | 5:02         |
| 9.  | «Steel and Glass»                                     |                                        | 4:46         |
| 10. | «Surprise, Surprise (Sweet Bird of Paradox)»          |                                        | 2:58         |
| 11. | «Bless You»                                           |                                        | 4:15         |
| 12. | «Going Down on Love»                                  |                                        | 0:54         |
| 13. | «Move Over Ms. L»                                     |                                        | 3:10         |
| 14. | «Ain't She Sweet»                                     | Yellen/Ager                            | 0:28         |
| 15. | «Slippin' and Slidin'»                                | Ричард Пенниман/Bocage/Collins/Smith   | 2:28         |
| 16. | «Peggy Sue»                                           | Jerry Allison/Бадди Холли/Norman Petty | 1:18         |
| 17. | «Bring It On Home to Me/Send Me Some Lovin'»          | (Сэм Кук)/(John Marascalco, Leo Price) | 3:50         |
| 18. | «Phil and John 1»                                     |                                        | 2:13         |
| 19. | «Phil and John 2»                                     |                                        | 2:00         |
| 20. | «Phil and John 3»                                     |                                        | 0:54         |
| 21. | «'When in Doubt, Fuck It'»                            |                                        | 0:09         |
| 22. | «Be My Baby»                                          | Фил Спектор/Ellie Greenwich/Jeff Barry | 4:32         |
| 23. | «Stranger’s Room»                                     |                                        | 3:17         |
| 24. | «Old Dirt Road»                                       | Джон Леннон/Гарри Нилссон              | 3:54         |

Примечания:
- Треки 1, 3 взяты с домашних записей (1974)
- Треки 2, 4-5, 8-14, 24 взяты с 16-дорожечных студийных лент с записями сессий для альбома Walls and Bridges (1974)
- Треки 6-7, 15-22 взяты с 16-дорожечных студийных лент с записями сессий для альбома Rock 'n' Roll: треки 6-7, 15-17 записаны в 1974, треки 18-22 в 1973
- Трек 23 взят с домашней записи (1980)

### Диск 4 (Dakota)
| №   | Название                            | Автор(ы)           | Длительность |
| --- | ----------------------------------- | ------------------ | ------------ |
| 1.  | «I’m Losing You»                    |                    | 4:06         |
| 2.  | «Sean’s 'Little Help'»              |                    | 0:57         |
| 3.  | «Serve Yourself»                    |                    | 3:47         |
| 4.  | «My Life»                           |                    | 2:36         |
| 5.  | «Nobody Told Me»                    |                    | 3:31         |
| 6.  | «Life Begins at 40»                 |                    | 2:23         |
| 7.  | «I Don’t Wanna Face It»             |                    | 3:31         |
| 8.  | «Woman»                             |                    | 4:01         |
| 9.  | «Dear Yoko»                         |                    | 2:33         |
| 10. | «Watching the Wheels»               |                    | 3:04         |
| 11. | «I'm Stepping Out»                  |                    | 4:19         |
| 12. | «Borrowed Time»                     |                    | 3:57         |
| 13. | «The Rishi Kesh Song»               |                    | 2:26         |
| 14. | «Sean’s 'Loud'»                     |                    | 0:33         |
| 15. | «Beautiful Boy»                     |                    | 4:11         |
| 16. | «Mr. Hyde’s Gone (Don’t Be Afraid)» |                    | 2:41         |
| 17. | «Only You»                          | Ande Rand/Buck Ram | 3:24         |
| 18. | «Grow Old with Me»                  |                    | 3:18         |
| 19. | «Dear John»                         |                    | 2:13         |
| 20. | «The Great Wok»                     |                    | 3:13         |
| 21. | «Mucho Mungo»                       |                    | 1:24         |
| 22. | «Satire 1»                          |                    | 2:20         |
| 23. | «Satire 2»                          |                    | 4:34         |
| 24. | «Satire 3»                          |                    | 0:45         |
| 25. | «Sean’s 'In the Sky'»               |                    | 1:22         |
| 26. | «It’s Real»                         |                    | 1:05         |

- Треки 1, 5, 7, 9, 11, 15 взяты с 16-дорожечных студийных лент с сессиями записей для альбомов Double Fantasy и Milk and Honey (1980)
- Треки 2, 14, 20, 22-26 взяты с домашних записей (1979)
- Треки 3-4, 6, 8, 10, 12-13, 16, 18, 19 взяты с домашних записей (1980)
  - На трек 18 записан наложением оркестровый аккомпанемент (аранжировка и дирижирование — Джордж Мартин). Исходная демозапись выпущена на альбоме Milk and Honey.
- Трек 17 взят с 16-дорожечной студийной мастер-ленты с сессиями записей для альбома Ринго Старра Goodnight Vienna (1974)
- Трек 21 взят с домашних записей (1976)

## Wonsaponatime
Wonsaponatime (игра слов с выражением «Once upon a time» — традиционное «сказочное» вступление, соответствует русскому «Давным-давно…» или «Жили-были…») — альбом-сборник с песнями Джона Леннона, выпущенный в 1998 году одновременно с бокс-сетом John Lennon Anthology. Материал, представленный в сборнике, — это домашние демозаписи Леннона, альтернативные (не совпадающие с официально изданными до этого времени) студийные версии песен (ауттейки; англ. outtakes) и другие неизданные записи, сделанные Ленноном за время его сольной (после распада группы The Beatles) карьеры; в целом сборник — выборка лучших треков из бокс-сета, но многие треки на сборнике являются отредактированными версиями соответствующих треков бокс-сета.
Сборник Wonsaponatime не попал в чарт альбомов США, в чарте альбомов Великобритании поднялся до 76-го места.

### Список композиций
Автор всех песен — Джон Леннон, кроме указанных особо.
| №   | Название                                                   | Автор(ы)                         | Длительность |
| --- | ---------------------------------------------------------- | -------------------------------- | ------------ |
| 1.  | «I’m Losing You»                                           |                                  | 3:56         |
| 2.  | «Working Class Hero»                                       |                                  | 3:58         |
| 3.  | «God»                                                      |                                  | 3:16         |
| 4.  | «How Do You Sleep?»                                        |                                  | 5:00         |
| 5.  | «Imagine»                                                  |                                  | 3:05         |
| 6.  | «Baby Please Don’t Go»                                     | Walter Ward                      | 4:04         |
| 7.  | «Oh My Love»                                               | Леннон/Оно                       | 2:43         |
| 8.  | «God Save Oz»                                              | Леннон/Оно                       | 3:20         |
| 9.  | «I Found Out»                                              |                                  | 3:47         |
| 10. | «Woman Is the Nigger of the World» (концертное исполнение) | Леннон/Оно                       | 5:14         |
| 11. | «'A Kiss Is Just A Kiss'»                                  | Herman Hupfeld                   | 0:11         |
| 12. | «Be-Bop-A-Lula»                                            | Джин Винсент/Tex Davis           | 2:40         |
| 13. | «Rip It Up/Ready Teddy»                                    | Robert Blackwell/John Marascalco | 2:26         |
| 14. | «What You Got»                                             |                                  | 1:14         |
| 15. | «Nobody Loves You (When You're Down and Out)»              |                                  | 5:02         |
| 16. | «I Don’t Wanna Face It»                                    |                                  | 3:31         |
| 17. | «Real Love»                                                |                                  | 4:07         |
| 18. | «Only You»                                                 | Buck Ram/Ande Rand               | 3:24         |
| 19. | «Grow Old with Me»                                         |                                  | 3:18         |
| 20. | «Sean’s 'In The Sky'»                                      |                                  | 1:22         |
| 21. | «Serve Yourself»                                           |                                  | 3:47         |